# M33 X-7
M33 X-7 — двойная звёздная система в галактике Треугольника. Система состоит из горячей голубой звезды, массой в 70 солнечных и темного объекта массой около 15,7 солнечных, что намного превышает максимально возможную массу нейтронной звезды, следовательно он относится к чёрным дырам. Общая масса системы оценивается в 86 солнечных, что делает её одной из самых массивных двойных систем.

## Расположение
M33 X-7 находится в галактике Треугольника, примерно в 3 миллионах световых лет от Солнечной системы. Это одна из самых далёких известных чёрных дыр от нас.

## Характеристики
M33 X-7 является самой массивной известной чёрной дырой звёздной массы.
M33 X-7 вращается вокруг своего компаньона с периодом 3,45 дней, периодически затмевая его. Звезда-компаньон, вследствие гравитационного воздействия чёрной дыры, приобретает форму эллипсоида и является переменной, её блеск меняется в зависимости от того, какой стороной она повёрнута к земному наблюдателю.

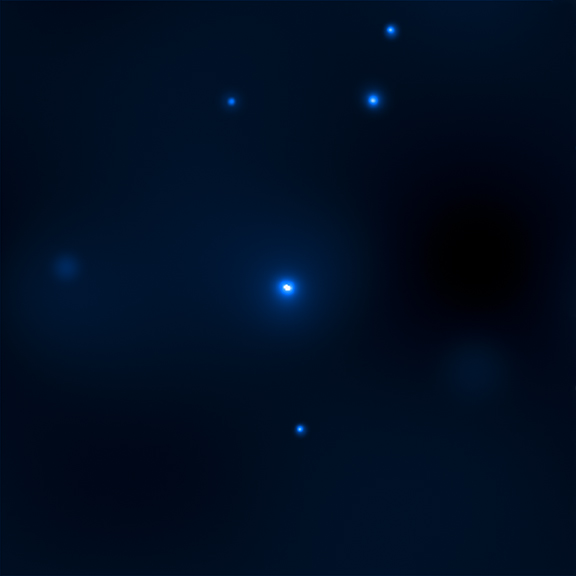
Система M33 X-7 до затмения
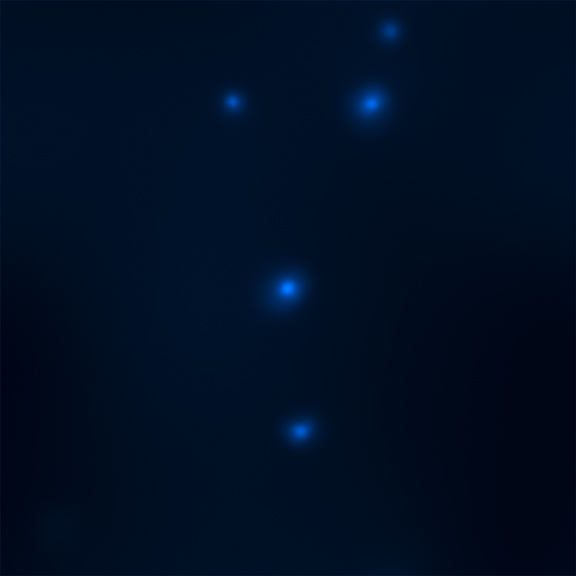
Система M33 X-7 во время затмения

## Происхождение
Согласно модели, первоначально существовала система из двух звёзд, одна из которых имела массу около 100 солнечных, а вторая — 30 солнечных, которая двигалась по орбите с периодом 3 дня. В тесной системе более массивный компонент в процессе эволюции быстрее сошёл с главной последовательности, и, заполнив свою полость Роша, стал передавать меньшей звезде вещество. Постепенно он утратил часть своей водородной оболочки и стал звездой Вольфа — Райе. В дальнейшем внешняя оболочка рассеялась звёздным ветром, а оставшаяся гелиевая звезда завершила своё существование взрывом сверхновой и сколлапсировала в чёрную дыру.
По мнению учёных, известные массивные двойные системы, например HD 93129, могут находиться на одной из стадий процесса, который привёл к образованию M33 X-7. Дальнейшие исследования этих систем должны показать или опровергнуть правильность модели.

## Будущее
Спустя 2-3 миллиона лет, согласно теории звёздной эволюции, массивный компаньон станет сверхновой с дальнейшим превращением (за счёт большой массы) в чёрную дыру, а с учётом расстояния до системы с большой долей вероятности коллапс уже произошёл, но мы сможем увидеть это событие лишь когда свет вспышки сверхновой дойдёт до нас. Таким образом, M33 X-7 станет первой известной системой, состоящей из двух чёрных дыр звёздной массы.